# Улица Шумилова (Чебоксары)
У́лица Шуми́лова — улица в Новоюжном микрорайоне города Чебоксары Чувашской Республики. Проходит сразу в двух административных районах города: Ленинском и Калининском, параллельно проспектам 9-й Пятилетки и Тракторостроителей.

## Происхождение названия
Названа в честь чувашского поэта Михаила Даниловича Шумилова, более известного как Мишши Уйп.
В 70-е годы XX века улица так и называлась — Мишши Уйп.

## Здания и сооружения
- № 2/3 — Торговый центр «Палан»
- № 7а — Детский сад № 83
- № 8 — Средняя школа № 17
- № 12 — магазин «Каравай»
- № 16 — универмаг «Пятерочка»
- № 20 — Городская АТС
- № 26 — Станция дезинфекции
- № 33 — Средняя школа № 41

## Транспорт

Улица Шумилова зимой

По смежным улицам организовано автобусное и троллейбусное движение.

## Смежные улицы
- Улица Хузангая
- Эгерский бульвар
- Улица 324-й стрелковой дивизии
- Пролетарская улица